# مطار زايد الدولي

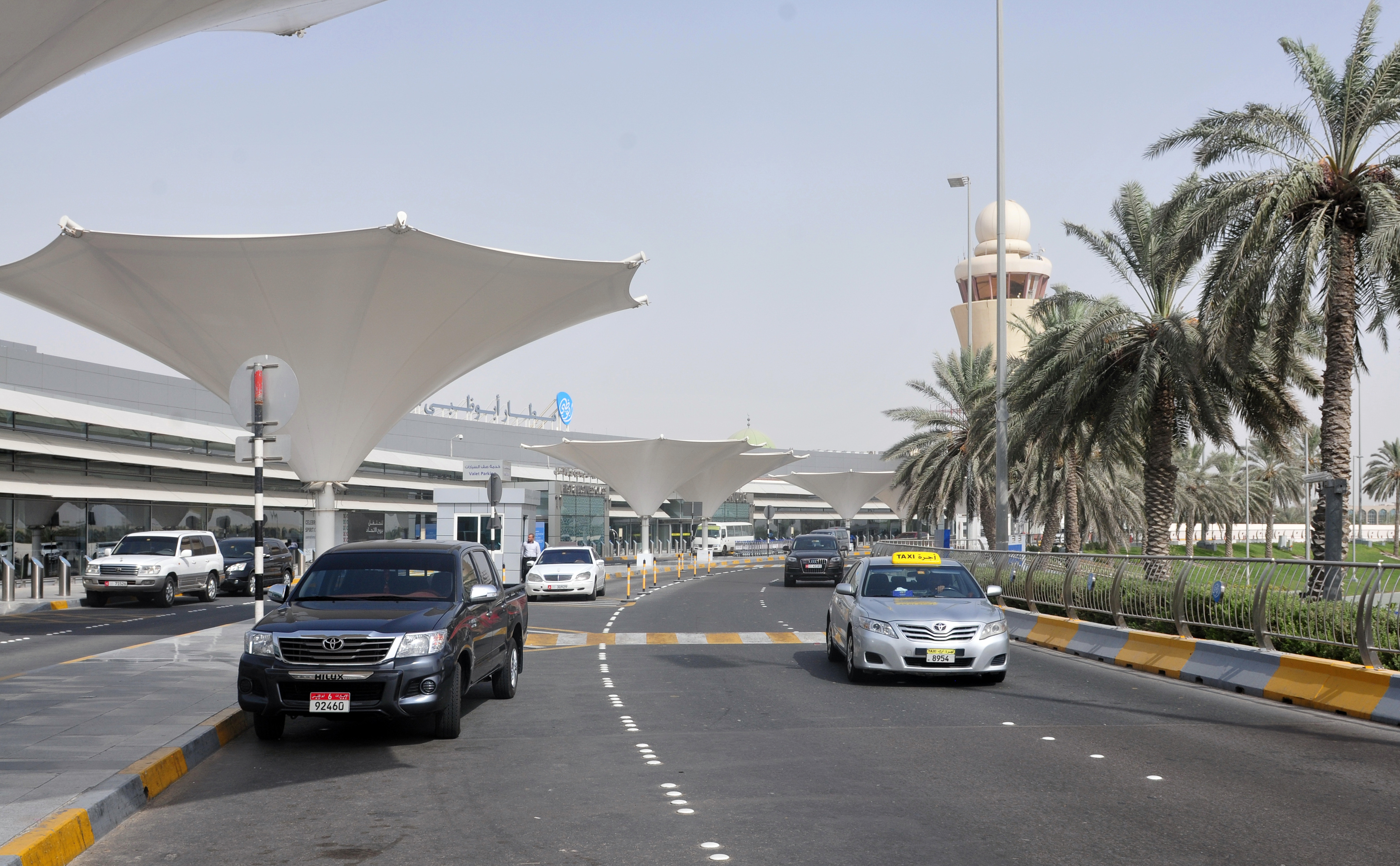

مطار زايد الدولي (سابقا مطار أبوظبي الدولي) (إياتا: AUH، إيكاو: OMAA) هو مطار دولي يقع في مدينة أبو ظبي، عاصمة الإمارات العربية المتحدة يقع على بعد 30.6 كم (19.0 ميل) شرق مدينة أبوظبي، وهو ثاني أكبر مطار في الإمارات العربية المتحدة بعد مطار دبي الدولي، استقبل المطار 5.26 مليون مسافر في عام 2021، ولديه ثلاث محطات ركاب عاملة: مبنى الركاب 1 (مقسم إلى مبنيين 1A و 1B)، ومبنى الركاب 2، ومبنى الركاب 3، مخدومًا حصريًا من قبل الاتحاد للطيران، ثاني أكبر شركة طيران في الدولة وثاني أكبر شركة طيران في الإمارات بعد طيران الإمارات. يمتد مطار أبوظبي الدولي على مساحة 3400 هكتار (8.500 فدان). ويرتبط مطار أبوظبي بحوالي 101 وجهة مجدولة للمسافرين، تخدمها 23 شركة طيران.

## التاريخ
في أواخر الستينات جرى بناء مطار في منطقة البطين، إلا أنه وبحلول نهاية عام 1970 كان التطور والازدهار يمضي قدماً وبخطى حديثة في المنطقة في حين أصبحت منطقة أبو ظبي مدينة كبيرة تزحف حدودها ممتدة حتى البطين وقد أصبح من الواضح أن هناك حاجة لمطار آخر يقع بعيداً عن المناطق التجارية والسكنية ويكون مجهزاً لاستيعاب كمِّ الركاب والبضائع المتزايدة في العقود المقبلة.
افتُتح المطار الحالي الذي جرى إنشاؤه على البر الرئيسي في عام 1982 في موقع قريب من الطريق الرئيسي الذي يربط بين أبوظبي ودبي يبعد حوالي 30 كيلومتراً من المدينة الحالية سريعة النمو والتوسع. لقد صُمم المطار من قبل ((إيربورت دوباري – مطار باريس)) وهم المهندسون المعماريون المسؤولون عن مطار شارل ديغول في باريس وكان مطار أبو ظبي الدولي الجديد قد بُنِي آنذاك بحيث يستوعب ما مقداره خمسة ملايين راكب في السنة كحد أقصى إلا أنه وبحلول منتصف التسعينات كان قد أصبح ثمة حاجة لمزيد من التوسع فجرى بناءً على ذلك توسيع مبنى صالة الركاب كي تستوعب العدد المتزايد من المسافرين.
في 31 أكتوبر 2023 وجه الشيخ محمد بن زايد رئيس الدولة إعادة تسمية «مطار أبوظبي الدولي» ليصبح: «مطار زايد الدولي» مع تفعيل تداول الاسم الرسمي الجديد في فبراير 2024.
وقد  استقبل مطار زايد الدولي أكثر من 28 مليون مسافر منذ افتتاحه في2023

## مشاريع تطوير وتوسعة مطار أبوظبي

### مشروع مبنى المطار الرئيسي
خلال الأعوام القليلة المقبلة، يُتوقع أن يستخدم 20 مليون مسافر مطار أبوظبي الدولي كنقطة انطلاق أو وجهة أو محطة ترانزيت في رحلاتهم الداخلية والدولية.
باعتبارها مشغل عمليات مطار أبوظبي الدولي، فقد أوكلت إلى شركة أبوظبي للمطارات (أداك) مهمة ضمان قدرة المطار على توفير خدمات بمستوى عالمي لتلبية الطلب المتزايد خلال السنوات المقبلة.
يُعد تطوير «مجمع المطار الرئيسي الجديد» الجزء الجوهري من برنامج استثماري تنجزه شركة أبوظبي للمطارات (أداك) بقيمة تبلغ عدة مليارات من الدولارات. ويقع المجمع بين مدرجَي المطار، بحيث يسمح بأسرع تنقل ممكن من المدرج إلى مكان إنهاء إجراءات السفر، وتكون ثمرته حصول المسافرين على تجربة سفر سلسة ومريحة.
وسيكون مبنى المسافرين في «مجمع المطار الرئيسي الجديد» أحد الأبنية الأكثر إبهاراً من حيث تصميمها المعماري في المنطقة، وستتراوح مساحته بين 630 ألف و 702.369 متراً مربعاً، ويمكن رؤيته على بعد 1.5 كيلومتراً. أما المساحة المركزية لمبنى المسافرين فتبلغ سعتها ثلاثة ملاعب دولية كرة قدم وتشمل سقفاً يرتفع 52 متراً في أعلى نقاطه.
سيضم المجمع 20 ألف إلى 25 ألف متر مربع من متاجر التجزئة والطعام والمشروبات، وهو ما يُعادل تقريباً مساحة «مارينا مول» في أبوظبي. وتنتشر هذه المتاجر حول حديقة داخلية تبلغ مساحتها 8400 متراً مربعاً تشمل نباتات وملامح متوسطية في مركزها، بالإضافة لمناظر طبيعية صحراوية في محيطها.
جرى تصميم مبنى المسافرين على نحو صديق للبيئة بحيث يقلل الأثر السلبي عليها بالاستفادة من عدد من العوامل كالأداء العالي والزوايا المائلة للهيكل الخارجي الزجاجي التي تسهم في منع الحرارة من دخول المبنى، مما يزيد من كفاءة عملية تكييف الهواء، ويوفر إضاءة كافية للمساحات الداخلية.
وتتضمن تصاميم المبادرات البيئية التي يجري اتّباعها حالياً عملية الحفاظ على الماء من خلال استخدام مياه الصرف الصحي المكرر لسقاية النباتات الموجودة خارج المبنى. كما يعمل فريق «مجمع المطار الرئيسي الجديد» عن كثب مع شركة أبوظبي لطاقة المستقبل«مصدر» التي تطوّر قرب المطار خاليةً من الانبعاثات الكربونية.
بدأت أعمال الأساسات في مبنى المسافرين الجديد في فبراير 2009. وقد أعلنت شركة أبوظبي للمطارات (أداك) عن طرح مناقصة بناء «مجمع المطار الرئيسي» الجديد في يناير 2011.

### أعمال تطوير وتحديث المبنى 1
حرصًا من شركة أداك (شركة أبوظبي للمطارات) على توفير أفضل، وأرقى الخدمات في المبنى 1، فقد قامت بإغلاق المبنى رقم 1 لشهر مايو 2011 بالكامل وتحويل الرحلات إلى المبنى 3 إضافة إلى الإغلاقات الجزئية، وإعادة افتتاحه في شهر يونيو 2011، وخلال تلك الفترة قامت أداك بعمل تصميم داخلي جديد يعكس طبيعة الثقافة العربية في المنطقة، وتبرز التصاميم الجديدة في الإضاءة، وتنسيق المناظر الطبيعية للحدائق.
وقد نُفِّذت تقنيات جديدة، ومتطورة في جميع أنحاء المبنى، جنباً إلى جنب مع عمليات تجديد دورات المياه، وإدخال تحسينات على كافة المظاهر التي تساعد المسافر على إيجاد الطريق الصحيح في المبنى، وجميع اللافتات الخاصة بذلك.
و بالإضافة لمضاعفة القدرة الاستيعابية لمقاعد الجلوس في المبنى، جرَتْ ترقية قاعات الضيافة العالمية المستوى وفندق المطار إضافة إلى إطلاق مجموعة مختارة ومتميزة من محلات التجزئة والمطاعم والمقاهي الدولية والمحلية، والعمل على تقديم مجموعة متنوعة للمسافر لتزيد من متعته أثناء تواجده في المطار. ولإضفاء مزيد من مظاهر الراحة، زِيدَ عددُ مكاتب صرف العملات الأجنبية وأجهزة الصراف الآلي أيضاً.

### القضايا البيئية المرتبطة بالتوسعة
قامت لجنة الإشراف على توسعة مطار أبوظبي الدولي بتقييم المردود البيئي على الموقع المقترح لمجمع المطار الرئيسي الجديد وبدأت بنقل السحليات، وهي حيوانات المنطقة الأصلية، إلى موطن جديد.
كما بدأت أعمال الحفريات في ثلاثة مواقع أثرية يحتمل أنها تعود إلى عصر ما قبل الإسلام، فيما يجري العمل على قدم وساق لنقل إحدى الغابات الموجودة إلى الحدود الشمالية للموقع لمنع الضوضاء والتصوير.

## شركات الطيران والوجهات

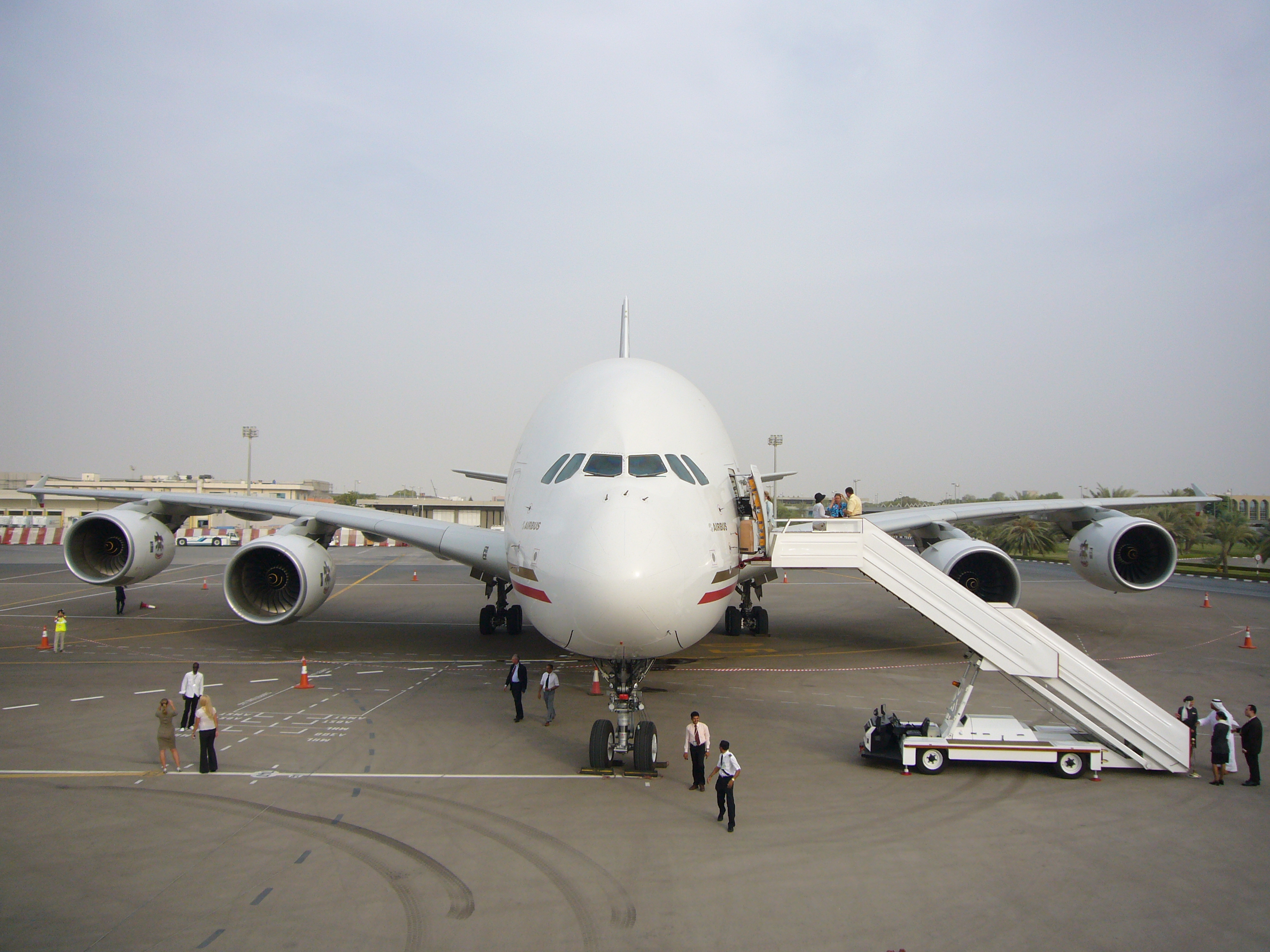
طائرة إيرباص A380-800 مطلية بألوان الاتحاد في مطار زايد الدولي خلال رحلة تجريبية.

### الركاب
تقوم شركات الطيران التالية بتسيير رحلات منتظمة وعارض من وإلى أبو ظبي:
| شركـات طيـران                     | الوجهات |
| --------------------------------- | --- |
| العربية للطيران                   | مطار سردار فالابهبهاي باتل الدولي، مطار برج العرب الدولي، مطار الملكة علياء الدولي، مطار بغداد الدولي، مطار البحرين الدولي، مطار حيدر علييف الدولي، مطار بيروت رفيق الحريري الدولي، مطار القاهرة الدولي، مطار شاه أمانات الدولي، مطار تشيناي الدولي، مطار شاه جلال الدولي، مطار أربيل الدولي (تبدأ في 15 سبتمبر 2023)، مطار فيصل آباد الدولي، مطار صبيحة كوكجن الدولي، مطار تريبوفان الدولي، Kazan، مطار الملك عبدالعزيز الدولي، مطار كوتشين، مطار نيتاجي سوبهاس شاندرا بوس الدولي، مطار كاليكوت الدولي، مطار الكويت الدولي، مطار الطائف الدولي، مطار ملتان الدولي، مطار تشاتراباتي شيفاجي الدولي، مطار مسقط الدولي، مطار صلالة، مطار سوهاج الدولي، مطار طشقند الدولي، مطار تبليسي الدولي، مطار الإمام الخميني الدولي (تبدأ في 18 July 2023)، مطار تريفاندروم الدولي، مطار كولتسوفو الدولي (تبدأ في 1 أكتوبر 2023) |
| طيران الهند                       | مطار تشاتراباتي شيفاجي الدولي |
| طيران الهند إكسبريس               | Kannur، مطار كوتشين، مطار كاليكوت الدولي، مطار مانغلور الدولي ‏، مطار تريفاندروم الدولي، مطار تيروتشيرابالي الدولي |
| إيربلو                            | مطار إسلام آباد الدولي، مطار علامه إقبال الدولي، مطار باجا خان الدولي |
| Azur Air                          | موسمي charter: مطار فنوكوفو الدولي |
| بدر للطيران                       | مطار الخرطوم الدولي |
| طيران بيلافيا                     | مطار مينسك الدولي (تبدأ في 3 أكتوبر 2023) |
| خطوط بيمان بنغلاديش الجوية        | مطار شاه أمانات الدولي، مطار شاه جلال الدولي، مطار عثماني الدولي |
| أجنحة الشام للطيران               | مطار حلب الدولي، مطار دمشق الدولي |
| مصر للطيران                       | مطار القاهرة الدولي |
| الاتحاد للطيران                   | مطار سردار فالابهبهاي باتل الدولي، مطار الملكة علياء الدولي، مطار سخيبول أمستردام، مطار أثينا الدولي، مطار البحرين الدولي، مطار كيمبيغودا الدولي، مطار سوفارنابومي الدولي، مطار برشلونة الدولي، مطار بكين داشينغ الدولي، مطار بيروت رفيق الحريري الدولي، مطار بروكسل الدولي، مطار القاهرة الدولي، مطار محمد الخامس الدولي، مطار تشيناي الدولي، مطار أوهير الدولي، مطار باندارنيك الدولي، مطار كوبنهاغن (تبدأ في 1 أكتوبر 2023)، مطار الملك فهد الدولي، مطار أنديرا غاندي الدولي، مطار شاه جلال الدولي، مطار حمد الدولي، مطار دبلن الدولي، مطار دوسلدورف الدولي (resumes 1 أكتوبر 2023)، مطار فرانكفورت، مطار جنيف الدولي، مطار قوانغتشو باييون الدولي، مطار راجيف غاندي الدولي، مطار إسلام آباد الدولي، مطار إسطنبول الدولي، مطار سوكارنو هاتا الدولي، مطار الملك عبد العزيز الدولي، مطار أوليفر ريجنالد تامبو، مطار جناح الدولي، مطار كوتشين، مطار نيتاجي سوبهاس شاندرا بوس الدولي، مطار كوالالمبور الدولي، مطار الكويت الدولي، مطار مورتالا محمد الدولي، مطار علامه إقبال الدولي، مطار لشبونة، مطار لندن هيثرو، مطار مدريد باراخاس الدولي، مطار سيشل الدولي، مطار فيلانا الدولي، مطار مانشستر، مطار نينوي أكوينو الدولي، مطار ملبورن الدولي، مطار مالبينسا، مطار شيريميتييفو الدولي، مطار تشاتراباتي شيفاجي الدولي، مطار ميونخ الدولي، مطار مسقط الدولي، مطار جون إف كينيدي الدولي، مطار كانساي الدولي (تبدأ في 1 أكتوبر 2023)، مطار باريس شارل ديغول، Phuket، مطار الملك خالد الدولي، مطار ليوناردو دا فينشي، مطار بولكوفو (تبدأ في 29 أكتوبر 2023)، مطار إنتشون الدولي، مطار شانغهاي بودنغ الدولي، مطار شانغي سنغافورة، مطار سيدني، مطار بن غوريون الدولي، مطار ناريتا الدولي، مطار تورونتو بيرسون الدولي، مطار فيينا الدولي، مطار واشنطن دولس الدولي، مطار زيورخ الدولي موسمي: مطار برج العرب الدولي، مطار مالقة الدولي، مطار ميكونوس، مطار عبيد أماني كرومي الدولي |
| طيران الخليج                      | مطار البحرين الدولي |
| خطوط هملايا الجوية                | مطار تريبوفان الدولي |
| خطوط إنديقو                       | مطار سردار فالابهبهاي باتل الدولي (تبدأ في 11 أغسطس 2023)، مطار تشيناي الدولي، مطار أنديرا غاندي الدولي، مطار راجيف غاندي الدولي، مطار كوتشين، مطار كاليكوت الدولي، مطار تشودري تشاران سينغ، مطار تشاتراباتي شيفاجي الدولي |
| الخطوط الجوية العراقية            | مطار بغداد الدولي |
| كام إير                           | مطار كابل الدولي |
| طيران الجزيرة                     | مطار الكويت الدولي |
| الخطوط الجوية الكويتية            | مطار الكويت الدولي |
| طيران الشرق الأوسط                | مطار بيروت رفيق الحريري الدولي |
| الطيران العماني                   | مطار مسقط الدولي |
| الخطوط الجوية الدولية الباكستانية | مطار إسلام آباد الدولي، مطار جناح الدولي، مطار علامه إقبال الدولي، مطار باجا خان الدولي، مطار سيالكوت الدولي |
| خطوط بيغاسوس                      | مطار صبيحة كوكجن الدولي |
| الخطوط الجوية القطرية             | مطار حمد الدولي |
| الملكية الأردنية                  | مطار الملكة علياء الدولي |
| طيران السلام                      | مطار مسقط الدولي، مطار صلالة |
| الخطوط السعودية                   | مطار الملك عبد العزيز الدولي، مطار الأمير محمد بن عبد العزيز الدولي، مطار الملك خالد الدولي |
| طيران ناس                         | مطار الملك خالد الدولي، مطار الملك عبدالعزيز الدولي |
| قريبا طيران أديل                  | مطار الملك خالد الدولي |
| الخطوط الجوية السريلانكية         | مطار باندارنيك الدولي |
| صن إكسبريس                        | مطار أنطاليا (تبدأ في 19 سبتمبر 2023)، مطار عدنان مندريس (تبدأ في 13 سبتمبر 2023) |
| الخطوط الجوية السورية             | مطار دمشق الدولي |
| الخطوط الجوية التركية             | مطار إسطنبول الدولي |
| فيستارا                           | مطار تشاتراباتي شيفاجي الدولي |
| ويز للطيران                       | مطار برج العرب الدولي، مطار ألماتي الدولي، مطار الملكة علياء الدولي، مطار إيسنبوغا الدولي، مطار أنطاليا، مطار الملك حسين الدولي، مطار آستانا الدولي، مطار أثينا الدولي، مطار البحرين الدولي، مطار حيدر علييف الدولي، مطار بلغراد نيكولا تسلا، مطار مناس الدولي، مطار هنري كواندا الدولي، مطار بودابست فرانز ليست الدولي، مطار الملك فهد الدولي، مطار سفنكس الدولي (تبدأ في 1 نوفمبر 2023)، مطار كاتوفيتشي، مطار كراكوف، Krasnodar، Kutaisi، مطار الكويت الدولي، مطار لارنكا الدولي، مطار فيلانا الدولي، مطار الأمير محمد بن عبد العزيز الدولي، مطار مسقط الدولي، مطار نابولي، مطار ليوناردو دا فينشي، مطار صلالة، مطار سمرقند الدولي، مطار سراييفو الدولي، مطار صوفيا، مطار سوهاج الدولي (تبدأ في 1 أغسطس 2023)، مطار طشقند الدولي، مطار بن غوريون الدولي، مطار تيرانا الدولي، مطار فيينا الدولي، مطار يريفان الدولي موسمي: مطار كاتانيا-فونتاناروسا، مطار كلوج نابوكا الدولي، مطار سانتوريني (ثيرا) الوطني |

### الشحن
| شركـات طيـران     | الوجهات | Refs   |
| ----------------- | --- | ------ |
| CMA CGM Air Cargo | مطار باريس شارل ديغول | [ 40 ] |
| الاتحاد للطيران   | مطار سخيبول أمستردام، مطار شاه أمانات الدولي، Columbus–Rickenbacker، مطار الملك فهد الدولي، مطار أنديرا غاندي الدولي، مطار شاه جلال الدولي، مطار فرانكفورت، مطار نوي باي الدولي، مطار هونغ كونغ الدولي، مطار ميامي الدولي، مطار تشاتراباتي شيفاجي الدولي، مطار شانغهاي بودنغ الدولي |        |

## الإحصائيات
| السنة | مجموع الركاب | الشحن (بالطن) | حركة الطائرات |
| ----- | ------------ | ------------- | ------------- |
| 1998  | 3,131,283    | 79,847        | 45,927        |
| 1999  | 3,522,306    | 92,267        | 50,694        |
| 2000  | 3,684,307    | 318,632       | 57,111        |
| 2001  | 3,588,015    | 385,055       | 65,134        |
| 2002  | 3,986,665    | 391,079       | 35,987        |
| 2004  | 5,247,000    | N/A           | N/A           |
| 2005  | 5,465,987    | N/A           | N/A           |
| 2006  | 6,289,457    | 257,622       | 75,437        |
| 2007  | 6,926,000    | 315,317       | 78,011        |
| 2008  | 9,026,000    | N/A           | N/A           |
| 2010  | 11,000,000   | N/A           | N/A           |

## الأحداث والحوادث
في 23 سبتمبر 1983، طيران الخليج رحلة 771، التي كانت متوجهه من أبوظبي إلى مطار كراتشي الدولي في كراتشي، باكستان، انفجرت قنبلة في الطائرة في أجواء الإمارات وقُتل كل الأشخاص على متنها.
في 29 نوفمبر 1987، الطيران الكوري رحلة 858، والتي كانت تطير على خط طيران بغداد - أبوظبي - بانكوك - سيؤل انفجرت قنبلة على متنها وسقطت في بحر أندامان، وقُتل كل الاشخاص على متنها.

## جوائز
- عام 2024 حصد مطار زايد الدولي (AUH) جائزة «أجمل مطار في العالم» من جوائز «بري فرساي» العالمية للهندسة المعمارية والتصميم، تقديراً لتصميمه المعماري المتميز في فئة المطارات.[44]
- حصد مطار زايد الدولي جائزة ثالث أفضل مبنى مطار جديد للمسافرين بالعالم في 2024 ضمن جوائز سكاي تراكس العالمية للمطارات لعام 2024.[45]
- عام 2024 تصدر مطار زايد الدولي قائمة أسرع المطارات نمواً في الشرق الأوسط [4]

## وصلات خارجية
- موقع مطار أبوظبي الدولي (بالإنجليزية)
- معلومات تقنية عن المطار على موقع ورلد أرو داتا (بالإنجليزية)